# Karl-Brachat-Realschule
Die Karl-Brachat-Realschule ist eine Realschule in Villingen-Schwenningen im Gebäude des früheren Benediktinergymnasiums Villingen. Die Schule wurde nach dem deutschen Pädagogen und Politiker Karl Brachat benannt.

## Geschichte
An dem Ort, an dem sich die heutige Realschule befindet, gab es 1953 drei Schulen unter einem Dach: die Pestalozzischule (Knabenschule), die Knabenschule II und die Hilfsschule. Noch im gleichen Jahr zog die Knabenschule II in die frisch errichtete Südstadtschule. Seit 1949 leitete Karl Brachat die Pestalozzischule und das Örtliche Schulamt. Er stellte einen Antrag bei der Stadt, Sprach- und Aufbauklassen zu gründen. Im Jahr 1954 folgte die Stadt diesem Vorschlag, und im darauffolgenden Schuljahr wurden zwei Sprachklassen eingerichtet, in denen Französisch zur Pflichtfremdsprache wurde.
1957 erhielt die Schule einen prominenten Gast: Der Friedensnobelpreisträger Albert Schweitzer besuchte die Schule und berichtete von seiner Arbeit in Lambarene, Gabun. Ein Jahr später, 1958, wurde festgelegt, dass in Mittelschulen nur eine Fremdsprache unterrichtet werden sollte, in der Regel Englisch. Auch in diesem Jahr wurden Mädchen erstmals an der Schule aufgenommen.
Die Jahre 1960 bis 1967 waren geprägt von Führungswechseln und einer wachsenden Schülerzahl. In dieser Zeit verließ Karl Brachat die Schule, um beim Kreisschulamt zu arbeiten. Seine Nachfolger waren Kurt Friebolin, Erwin Kaiser und Hans Brüstle. Unter Brüstle wurde die Mittelschule 1964 unabhängig und zählte 346 Schüler in 12 Klassen. Nur ein Jahr später, 1965, wurde eine Turnhalle mit einem Gymnastikraum gebaut. Ab 1967 trug die Schule den Namen „Realschule Villingen“.
1972 beschloss der Gemeinderat, die Schule nach Karl Brachat, dem früheren Rektor und Ehrenbürger der Stadt, zu benennen. In den 1970er Jahren wuchs die Schülerzahl der Karl-Brachat-Realschule weiter an, und es gab Probleme mit dem baulichen Zustand des Hauptgebäudes. Ein Schulstreik und Protestmarsch, organisiert vom Elternbeirat, sorgten dafür, dass die Stadt auf diese Missstände aufmerksam wurde.
In den 1980er Jahren stand die Schule erneut vor der Herausforderung, genügend Räume für ihre Schüler bereitzustellen. Mehrere Pläne wurden diskutiert und letztlich wieder verworfen, bis schließlich ein neues Gebäude, das Gebäude IV, 1983 bezogen wurde. Ende der 80er Jahre übernahm Franz Bucher die Schulleitung.
Die 1990er und 2000er Jahre waren geprägt von baulichen Erweiterungen, Sanierungen und einer stetig wachsenden Schülerzahl. 1997 wurde Rainer Gradinger neuer Schulleiter, und 2008 trat er in den Ruhestand. Sein Nachfolger wurde Rainer Beha.
Über die Jahre hinweg war die Karl-Brachat-Realschule Schauplatz zahlreicher Aktivitäten und Veranstaltungen, die das Schulleben prägten, wie SMV-Aktivitäten, Exkursionen, Konzerte, Kunstausstellungen, Sportveranstaltungen, der Schülerzeitung „Klingelzeichen“ und vieles mehr. Besonders hervorzuheben ist der Schüleraustausch mit Schulen in Kairo und der Bretagne.

## Gebäude

KBRS
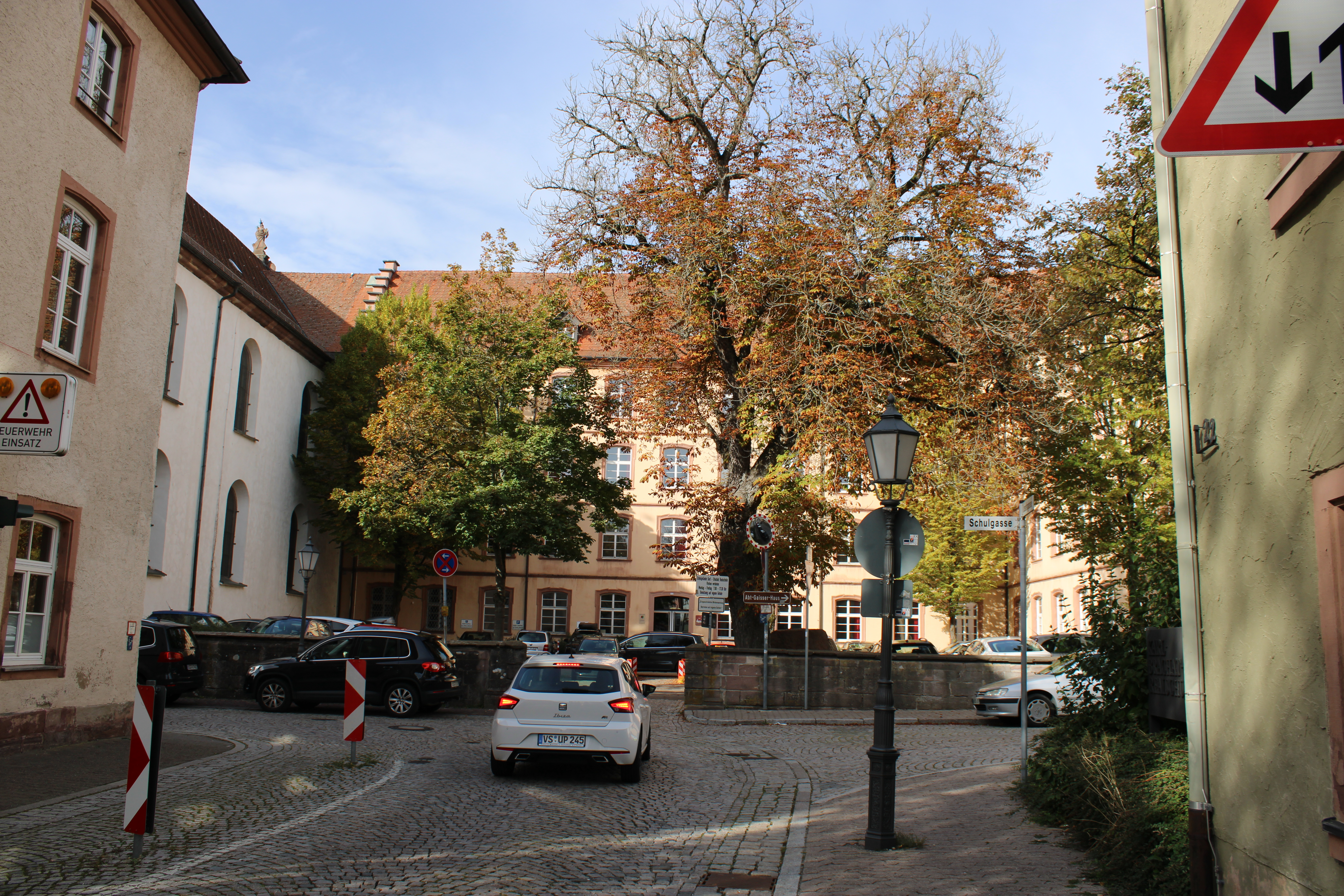
Hauptgebäude / Haus 1
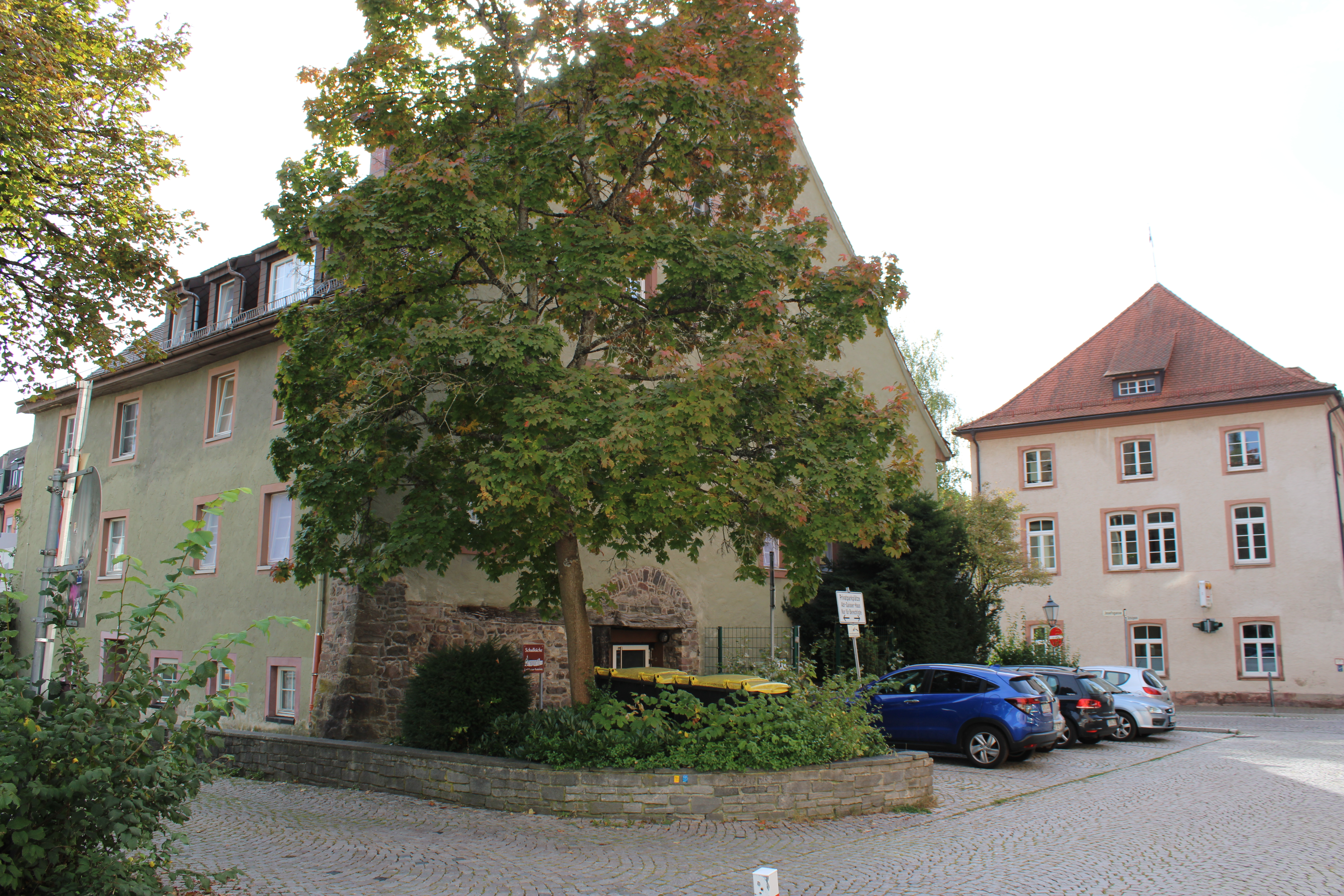
Küche
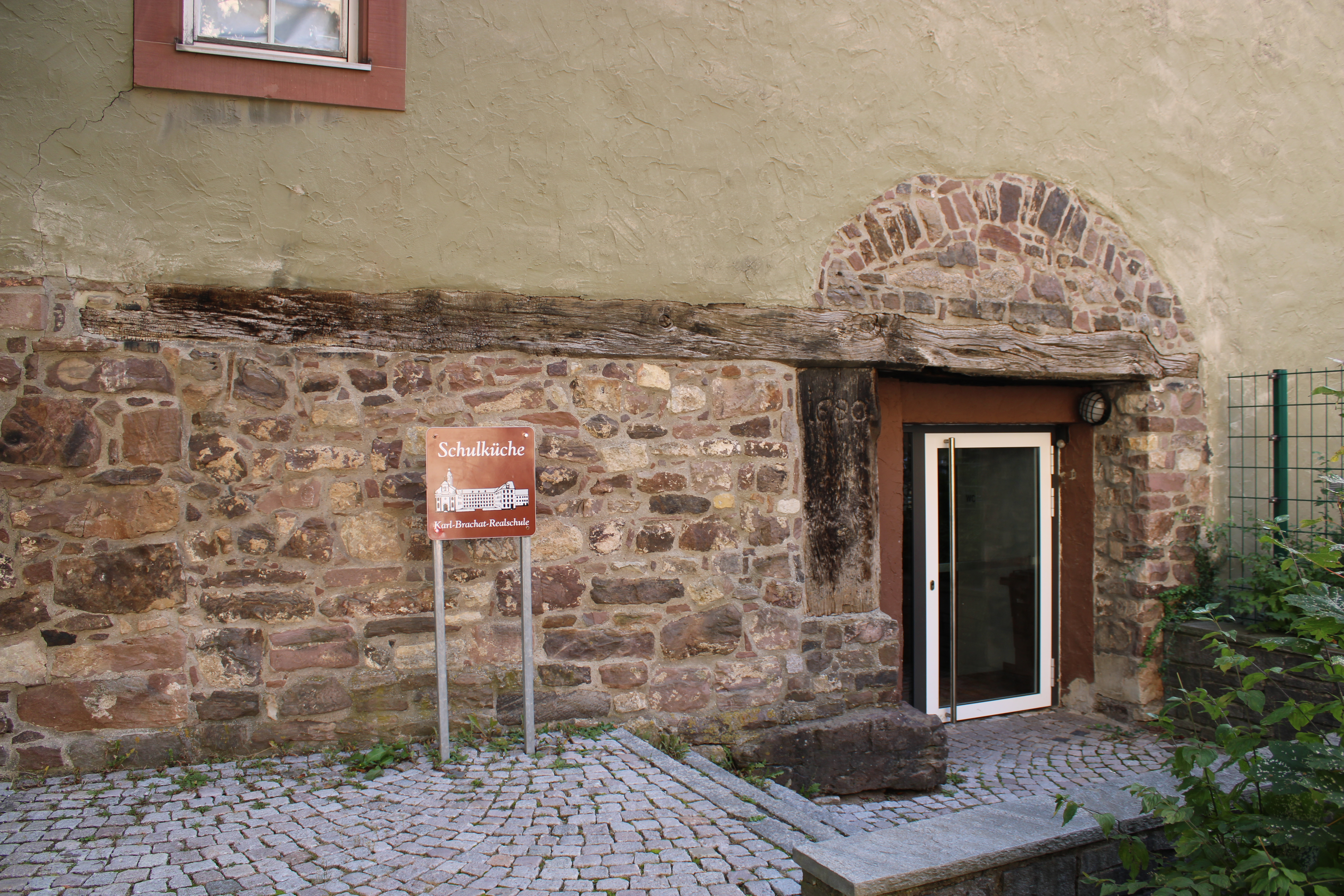
Schulküche Eingang
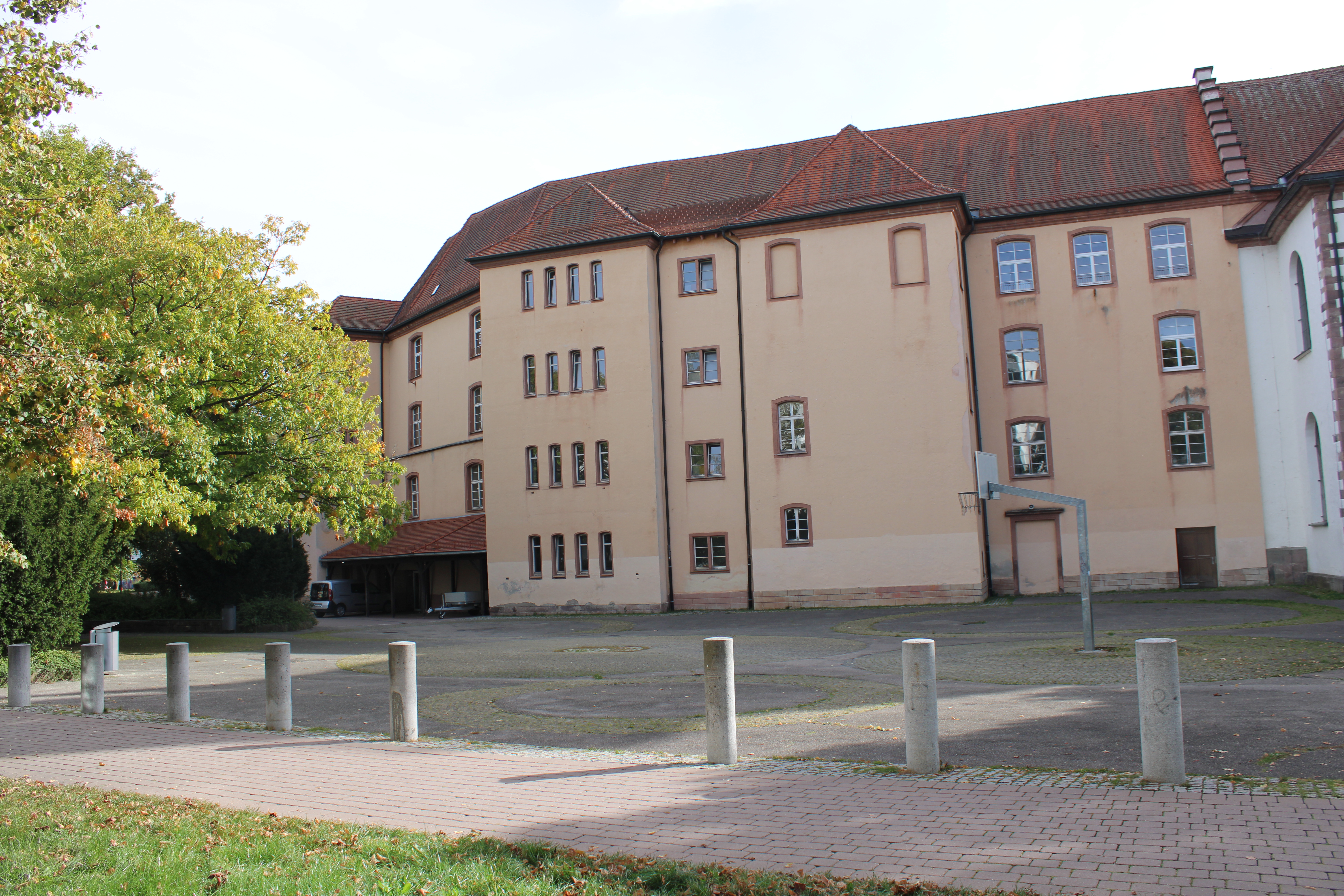
Großer Pausenhof hinter Haus 1
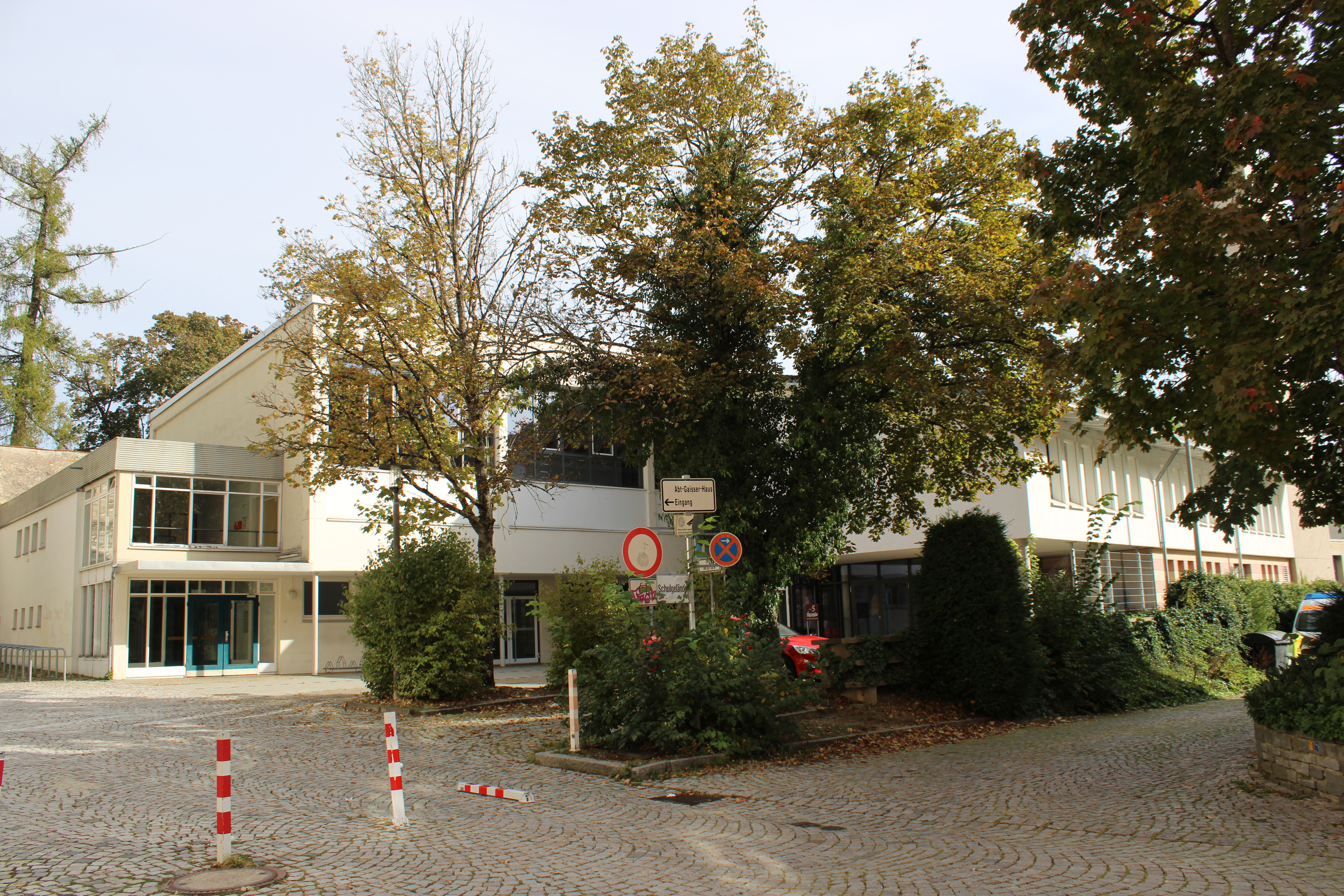
Turnhalle und Haus 5
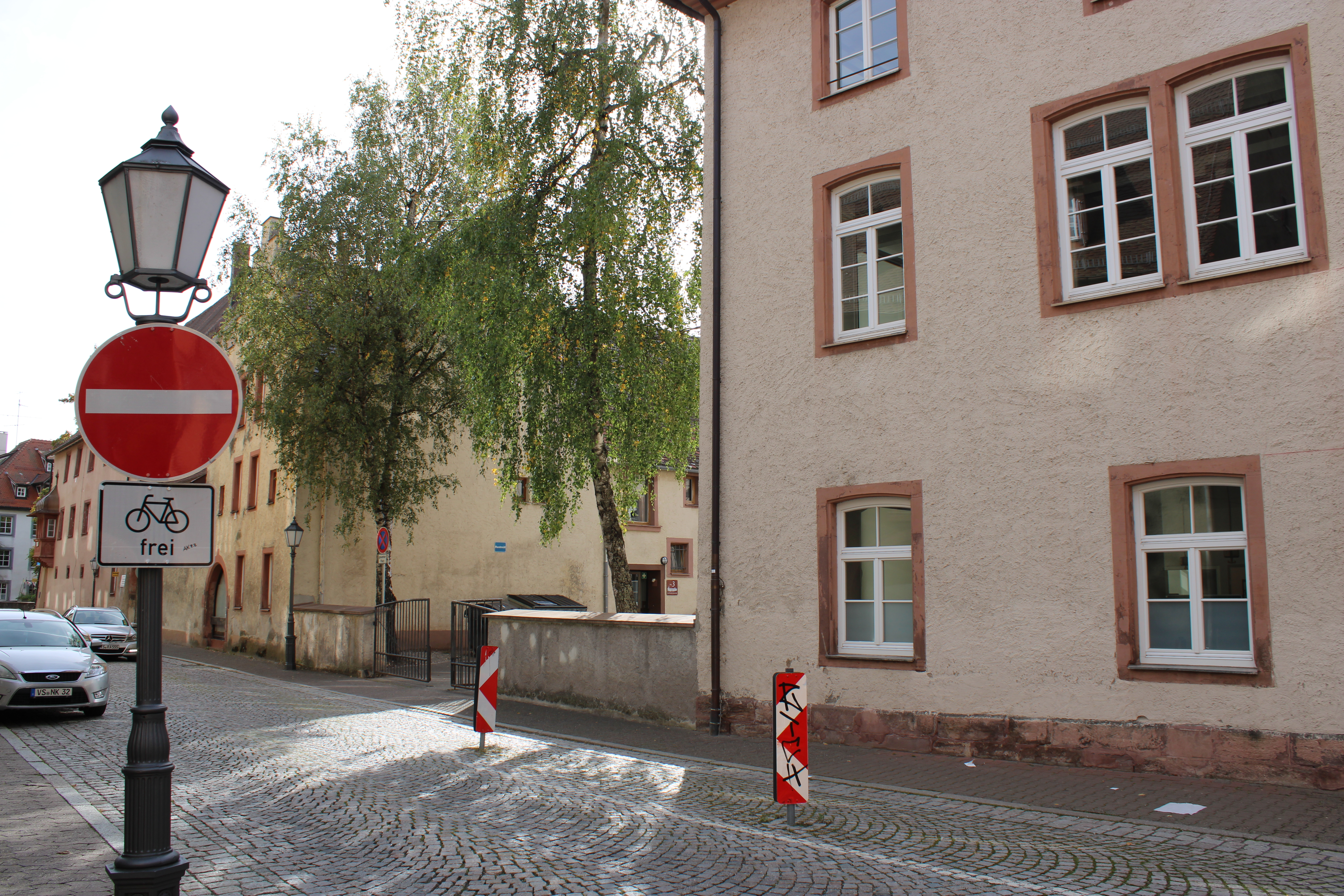
Eingang zu Haus 2, 3 und 4 in der Josephsgasse

## Förderverein
Der Förderverein der Karl-Brachat-Realschule e. V. unterstützt u. a. die Schule und schulische Veranstaltungen.